# Gran Premio de Alemania de Motociclismo de 1966
El Gran Premio de Alemania de Motociclismo de 1966 fue la segunda prueba de la temporada 1966 del Campeonato Mundial de Motociclismo. El Gran Premio se disputó el 22 de mayo de 1966 en el Circuito de Hockenheim.

## Resultados 500cc
Jim Redman había decidido que este 1966 sería su última temporada y que quería ganar otro título mundial de 500cc. Sin embargo, durante el entrenamiento de la primera carrera, encendió el motor de su Honda RC 181, lo que obligó a Mike Hailwood a entregar su propia motocicleta a Redman bajo una fuerte protesta de este. El doble papel de Redman como piloto y gerente de equipo resultó ser particularmente malo aquí, porque en realidad tomó esta decisión como gerente, pero a su favor como piloto. Con solo un piloto de Honda, la carrera tampoco fue muy emocionante, ya que Giacomo Agostini (MV Agusta) no pudo seguir el ritmo de la nueva Honda y terminó 26 segundos detrás de Redman en segundo lugar. El tercero fue Gyula Marsovszky con una Matchless.

| Pos.    | Piloto             | Equipo    | Tiempo       | Pts. |
| ------- | ------------------ | --------- | ------------ | ---- |
| 1       | Jim Redman         | Honda     | 1h 04' 00" 8 | 8    |
| 2       | Giacomo Agostini   | MV Agusta | +26" 1       | 6    |
| 3       | Gyula Marsovszky   | Matchless | +2 Vueltas   | 4    |
| 4       | Stuart Graham      | Matchless | +2 Vueltas   | 3    |
| 5       | Lewis Young        | Matchless | +2 Vueltas   | 2    |
| 6       | Eduard Lenz        | Matchless | +2 Vueltas   | 1    |
| 7       | Dan Shorey         | Norton    |              |      |
| 8       | Jack Ahearn        | Norton    |              |      |
| 9       | Billie Nelson      | Norton    |              |      |
| 10      | Walter Scheimann   | Norton    |              |      |
| 11      | Jack Findlay       | Matchless |              |      |
| Ret     | Kel Carruthers     | Norton    | Ret          |      |
| Ret     | Fred Stevens       | Paton     | Ret          |      |
| Ret     | Gustav Havel       | Jawa-ČZ   | Ret          |      |
| Ret     | John Cooper        | Norton    | Ret          |      |
| Ret     | Roger Beaumont     | Norton    | Ret          |      |
| Ret     | Hans-Otto Butenuth | BMW       | Ret          |      |
| Ret     | Helmut Morgenstern | Norton    | Ret          |      |
| Ret     | Derek Minter       | Seeley    | Ret          |      |
| Ret     | Ian Burne          | Norton    | Ret          |      |
| Ret     | John Dodds         | Norton    | Ret          |      |
| Ret     | Fritjof Eccarius   | Matchless | Ret          |      |
| Ret     | Len Atlee          | Norton    | Ret          |      |
| Ret     | Hartmut Allner     | BMW       | Ret          |      |
| Ret     | Karl Hoppe         | Matchless | Ret          |      |
| Ret     | Chris Conn         | Norton    | Ret          |      |
| Ret     | Rudolf Thalhammer  | Seeley    | Ret          |      |
| Fuente: |                    |           |              |      |

## Resultados 350cc
En la clase de 350cc, este Gran Premio también fue el inaugural de 1966. Tarquinio Provini (Benelli) tuvo el mejor comienzo, pero ya fue superado en la segunda vuelta por Mike Hailwood con la Honda RC173. Giacomo Agostini tuvo que pararse en el lateral. Hailwood se escapó tan rápido que Provini finalmente quedó en segundo lugar. Bruce Beale (Honda) terminó tercero.
| Pos. | Piloto            | Moto       | Tiempo    | Pts. |
| ---- | ----------------- | ---------- | --------- | ---- |
| 1    | Mike Hailwood     | Honda      | 54' 01" 8 | 8    |
| 2    | Tarquinio Provini | Benelli    |           | 6    |
| 3    | Bruce Beale       | Honda      |           | 4    |
| 4    | Silvio Grassetti  | Bianchi    |           | 3    |
| 5    | Gustav Havel      | Jawa       |           | 2    |
| 6    | František Boček   | ČZ         |           | 1'   |
| 7    | František Šťastný | ČZ         |           |      |
| 8    | Derek Minter      | Seeley AJS |           |      |
| 9    | Roger Beaumont    | Norton     |           |      |
| 10   | Jack Ahearn       | Norton     |           |      |
| 11   | Stuart Graham     | Paton      |           |      |
| 12   | Fred Stevens      | Paton      |           |      |
| 13   | Lewis Young       | AJS        |           |      |
| 14   | Karl Hoppe        | AJS        |           |      |
| 15   | Walter Sommer     | Honda      |           |      |
| Ret  | Alberto Pagani    | Aermacchi  | Ret       |      |
| Ret  | Giacomo Agostini  | MV Agusta  | Ret       |      |
| Ret  | Giuseppe Visenzi  | Aermacchi  | Ret       |      |

## Resultados 250cc
En el cuarto de litro, Phil Read salió el más rápido, pero se cayó en la primera vuelta. Eso permitió que Mike Hailwood y Jim Redman pelearan entre ellos por la victoria. Hailwood finalmente terminó cuatro décimas por delante de Redman. Tercero pasó Bill Ivy.
| Pos. | Piloto             | Moto      | Tiempo    | Pts. |
| ---- | ------------------ | --------- | --------- | ---- |
| 1    | Mike Hailwood      | Honda     | 53' 05" 7 | 8    |
| 2    | Jim Redman         | Honda     | +0" 4     | 6    |
| 3    | Bill Ivy           | Yamaha    | +17"      | 4    |
| 4    | Derek Woodman      | MZ        |           | 3    |
| 5    | František Št'astný | Jawa      |           | 2    |
| 6    | Günter Beer        | Honda     |           | 1    |
| 7    | Jack Findlay       | Bultaco   |           |      |
| 8    | Kevin Cass         | Bultaco   |           |      |
| 9    | Paolo Campanelli   | Aermacchi |           |      |
| 10   | Walter Sommer      | Honda     |           |      |
| 11   | Rolf Wintermeyer   | Bultaco   |           |      |
| DNS  | Tarquinio Provini  | Benelli   | DNS       |      |
| Ret  | Phil Read          | Yamaha    | Ret       |      |

## Resultados 125cc
En el octavo de litro, Luigi Taveri ganó por delante de su compañero de equipo Ralph Bryans. Phil Read terminó tercero. Hans-Georg Anscheidt tuvo que ingresar dos veces en boxes y aun así,  acabó quinto, por detrás de Frank Perris. Durante esta carrera apareció una nueva marca japonesa, que todavía era completamente desconocida en Europa. Toshio Fujii comenzó con una Kawasaki de dos cilindros, que se había demostrado ser rápida en las sesiones de entrenamiento pero Fujii cayó en la sexta vuelta de la carrera.
| Pos. | Piloto               | Moto     | Tiempo    | Pts. |
| ---- | -------------------- | -------- | --------- | ---- |
| 1    | Luigi Taveri         | Honda    | 42' 28" 4 | 8    |
| 2    | Ralph Bryans         | Honda    | +12" 3    | 6    |
| 3    | Phil Read            | Yamaha   | +24" 7    | 4    |
| 4    | Frank Perris         | Suzuki   |           | 3    |
| 5    | Hans-Georg Anscheidt | Suzuki   |           | 2    |
| 6    | Herbert Mann         | MZ       |           | 1    |
| 7    | Kevin Cass           | Bultaco  |           |      |
| 8    | Willi Stein          | Honda    |           |      |
| 9    | Bill Ivy             | Yamaha   |           |      |
| 10   | Walter Scheimann     | Honda    |           |      |
| 11   | Guiseppe Visenzi     | Honda    |           |      |
| 12   | Lothar John          | Honda    |           |      |
| 13   | Bruce Beale          | Honda    |           |      |
| 14   | Arthur Fegbli        | Honda    |           |      |
| 15   | Gastón Biscia        | Bultaco  |           |      |
| Ret  | Toshio Fujii         | Kawasaki | Ret       |      |
| Ret  | Hugh Anderson        | Suzuki   | Ret       |      |

## Resultados 50cc
Hans-Georg Anscheidt ganó la carrera de 50cc, la única clase en solitario que no fue ganada por un Honda. Ralph Bryans quedó en segundo lugar y Hugh Anderson en tercero. Luigi Taveri, el ganador del Gran Premio de España, tuvo que conformarse con el cuarto lugar.
| Pos. | Piloto               | Moto     | Tiempo    | Pts. |
| ---- | -------------------- | -------- | --------- | ---- |
| 1    | Hans-Georg Anscheidt | Suzuki   | 42' 02" 2 | 8    |
| 2    | Ralph Bryans         | Honda    | +34" 3    | 6    |
| 3    | Hugh Anderson        | Suzuki   | +38" 8    | 4    |
| 4    | Luigi Taveri         | Honda    |           | 3    |
| 5    | Oswald Dittrich      | Kreidler |           | 2    |
| 6    | Cees van Dongen      | Kreidler |           | 1    |
| 7    | Winfried Reinhard    | Kreidler |           |      |
| 8    | Rolf Schmälzle       | Kreidler |           |      |
| 9    | Jorgen Nielsen       | Kreidler |           |      |
| 10   | Chalie Mates         | Honda    |           |      |
| 11   | George Ashton        | Honda    |           |      |
| Ret  | Rudolf Kunz          | Kreidler | Ret       |      |